# Gilberto Ribeiro Gonçalves
Gilberto Ribeiro Gonçalves (vzdevek Gil), brazilski nogometaš, * 13. september 1980, Andradina, Brazilija.
Za brazilsko reprezentanco je odigral štiri uradne tekme in dosegel en gol.